# Tassa sul tè
La tassa sul tè fu un'imposizione fiscale istituita con legge del Parlamento della Gran Bretagna, che nel 1773 la istituì con lo scopo principale di ridurre la gran quantità di tè immagazzinata in Londra dalla traballante Compagnia britannica delle Indie orientali (British East India Company) e aiutare quest'ultima a superare le difficoltà in cui si trovava. Un obiettivo connesso era quello di tagliare il prezzo del tè venduto illegalmente in quanto importato di contrabbando nelle colonie americane della Gran Bretagna. Si ritenne di convincere i coloni ad acquistare il tè della Compagnia, sul quale gravavano i dazi imposti dalle "leggi Townshend", implicando con ciò il riconoscimento del diritto d'imposizione fiscale da parte del Parlamento. Il tè di contrabbando era un grosso problema per la Gran Bretagna e per la Compagnia delle Indie Orientali, dato che circa l'86% del tè a quel tempo in America era tè olandese contrabbandato.
La legge assicurava alla Compagnia il diritto d'inviare direttamente il suo tè via nave in Nordamerica e quello di esportarlo dalla Gran Bretagna franco di tasse, benché la tassa imposta dalle leggi Townshend nelle colonie rimanesse in vigore. La legge ebbe l'assenso reale il 10 maggio 1773.
I coloni delle Tredici colonie si resero conto delle implicazioni dei provvedimenti della legge e una coalizione di mercanti, contrabbandieri e artigiani, simile a quella che si era opposta alla Legge del Bollo del 1765 mobilitò l'opposizione alla consegna e alla distribuzione del tè.
I consegnatari autorizzati furono turbati e in molte colonie furono fatti con successo sforzi per impedire lo sbarco di tè. A Boston, questa resistenza culminò nel Boston Tea Party del 16 dicembre 1773, quando i coloni (alcuni travestiti da Nativi Americani, poiché s'identificavano come "Americani" e non più soggetti Britannici), abbordarono le navi che trasportavano tè e gettarono a mare il loro carico. Le reazioni del Parlamento a questo evento inclusero il passaggio delle Leggi intollerabili (ingl. Intolerable Acts, amer. Coercive Acts), approvate per punire il Massachusetts per la sua resistenza, e l'incarico al Generale Thomas Gage di Governatore del Massachusetts. Questi atti acuirono ulteriormente le tensioni che condussero allo scoppio della Guerra d'indipendenza americana nell'aprile del 1775.
Il Parlamento approvò la legge sulla tassazione delle colonie nel 1778, che abrogò un certo numero di tasse (compresa la tassa sul tè che era il presupposto di questa legge) come una fra un numero di proposte conciliatrici presentate al Secondo congresso continentale dalla Commissione di Pace Carlisle. Le proposte della commissione furono respinte. La legge rimase di fatto "lettera morta", ma non fu formalmente abrogata fino all'approvazione dello Statuto di Revisione della Legge nel 1861.

## Antefatti
Negli anni 1760 e prima alla Compagnia britannica delle Indie orientali fu imposto di vendere il proprio tè esclusivamente a Londra, sul quale essa pagava una tassa in media di due scellini e sei pence la libbra. Il tè destinato alle colonie del Nordamerica sarebbe stato acquistato da mercanti specializzati in questo commercio, che lo trasportavano nel Nordamerica per la vendita al dettaglio. I sovrapprezzi imposti da questi mercanti, combinati con la tassa sul tè imposta dalle leggi Townshend del 1767 crearono l'opportunità per i commercianti americani d'importare e distribuire il tè comprato dagli Olandesi in transazioni che violavano l'atto di navigazione ed erano trattate dalle autorità britanniche come contrabbando. I contrabbandieri importavano qualcosa come 255000 chilogrammi l'anno di tè straniero a miglior prezzo. La qualità del tè contrabbandato non era pari a quella del tè tassato della East India Company. Sebbene il tè britannico avesse un gusto più gradevole e attraente, alcuni patrioti come i Figli della Libertà incoraggiavano il consumo del tè di contrabbando come protesta politica contro le tasse di Townshend.
Nel 1770 gran parte delle tasse di Townshend furono abolite, ma quella sul tè rimase. La resistenza a questa tassa comprendeva pressioni per evitare legalmente il tè importato, conducendo a una caduta nella domanda del tè coloniale della Compagnia e a un crescente surplus di tè nei magazzini della compagnia inglese. Nel 1773 la Compagnia era sull'orlo del collasso, in parte a causa del pagamento contrattuale al governo britannico di 400000 sterline l'anno, insieme alla guerra e alla carestia del Bengala, che ridusse drasticamente i ricavi della Compagnia dall'India, e della debolezza economica dei mercati europei.
Benjamin Franklin fu uno dei tanti che suggerirono che le cose sarebbero molto migliorate se alla Compagnia fosse stato permesso di esportare il suo tè direttamente nelle colonie senza dover pagare le tasse a Londra: per esportare tale tè in qualunque colonia britannica o piantagione in America, o a parti straniere, dazi di tre pence a libbra.
L'amministrazione di Lord North vide un'opportunità di raggiungere più scopi con una singola norma. Se la Compagnia fosse stata autorizzata a spedire per mare direttamente il tè nelle colonie, ciò avrebbe eliminato i ricarichi degli intermediari dai prezzi del suo tè.
Riducendo o eliminando i dazi pagati quando il tè sbarcava in Gran Bretagna (se esso fosse fatto proseguire per le colonie) sarebbero ulteriormente diminuiti i prezzi finali del tè nelle colonie, tagliando i prezzi del ricarico sul tè contrabbandato. I coloni avrebbero volentieri pagato un tè meno caro alla Compagnia del tè, sul quale gravava ancora la tassa di Townshend legittimando così la capacità del Parlamento di tassare le colonie.

## Provvedimenti della Legge
La Legge che ebbe il consenso della Corona il 10 maggio 1773, conteneva i seguenti provvedimenti:
- La Compagnia era autorizzata ad avere la licenza di esportazione del tè nel Nordamerica.
- La Compagnia non era più costretta a vendere il suo tè all'asta di Londra.
- I dazi sul tè (imposti in Gran Bretagna) destinati al Nordamerica "e altri paesi stranieri", sarebbero stati rimborsati al momento dell'esportazione o non imposti.
- I consegnatari che ricevevano il tè della Compagnia dovevano pagare un deposito al ricevimento del tè.

Proposte furono avanzate per abolire anche la tassa di Townshend ma North si oppose a questa idea, citando il fatto che questi introiti venivano utilizzati per pagare i salari ai funzionari della Corona nelle colonie.

## Attuazione
Alla Compagnia fu concessa dall'amministrazione North la licenza di spedire tè nei porti americani più importanti, tra cui Charleston, Filadelfia, New York e Boston. I destinatari che dovevano ricevere il tè e provvedere alla sua rivendita locale erano generalmente favoriti dal governatore locale (che era nominato dal re nelle Sud Carolina, New York e Massachusetts, e nominato dai possidenti nella Pennsylvania). Nel Massachusetts, il Governatore Thomas Hutchinson era uno dei partecipanti agli affari gestiti dalla Compagnia per ricevere il tè spedito a Boston.

## Reazioni

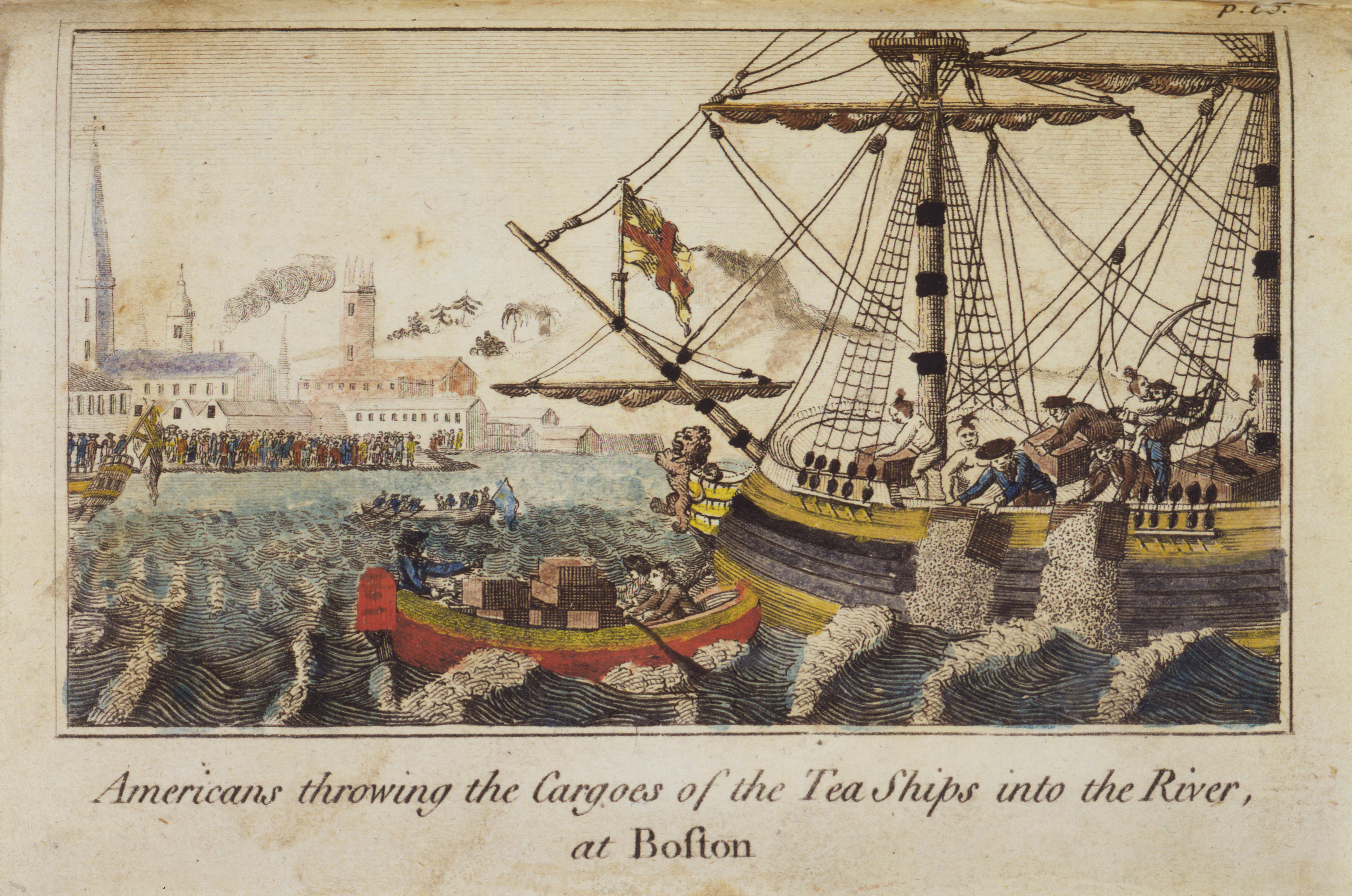
Un dipinto del 1789 sul Boston Tea Party

Molti coloni si opposero alla legge, non tanto perché questa salvava la East India Company, ma soprattutto poiché essa pareva convalidare la tassa di Townshend sul tè. I mercanti che operavano come intermediari nell'importazione legale del tè stavano per perdere i loro affari, come succedeva a coloro che importavano illegalmente il tè dagli olandesi che si videro tagliati fuori dai prezzi inferiori praticati dalla Compagnia. Queste forze combinate di interessi trovarono le ragioni per opporsi al monopolio della Compagnia e alla legge.
A New York e a Filadelfia, l'opposizione alla legge provocò la rispedizione del tè in Gran Bretagna. A Charleston, i coloni lasciavano il tè a marcire nei magazzini dei porti. Il Governatore Hutchinson in Boston era determinato a mantenere le navi in porto, anche se i vigilanti coloni si rifiutavano di consentire che il tè fosse sbarcato.  Si giunse così a una crisi quando il periodo di tempo per sbarcare il tè e pagare le tasse di Townshend stava per terminare, e il 16 dicembre 1773, coloni travestiti da Indiani Mohawk sciamarono a bordo di tre mercantili carichi di tè e gettarono i loro carichi nel porto, fatto che diverrà poi famoso come il Boston Tea Party. Simili "Distruzioni del Tè" (come era detto a quel tempo) ebbero luogo a New York e poco dopo in altri porti, sebbene Boston avesse sostenuto l'impatto della ritorsione imperiale, essendo considerato il primo "colpevole".

## Conseguenze
Il Boston Tea Party sgomentò gli opinionisti politici britannici di ogni colore. L'azione unì tutti i partiti in Gran Bretagna contro i radicali americani.
Il Parlamento approvò il Boston Port Act, che chiudeva il porto di Boston finché il tè gettato in mare non fosse stato risarcito. Questa fu la prima delle cosiddette Leggi intollerabili, come vennero chiamate dai coloni, approvate dal Parlamento in risposta al Boston Tea Party. Queste dure misure unirono molti coloni ancor più nelle loro frustrazioni contro la Gran Bretagna, e furono una delle molte cause della Guerra d'indipendenza americana.
La Legge del 1778 sulla tassazione delle colonie abolì la tassa sul tè e altre che erano state applicate alle colonie, ma non si dimostrò sufficiente a porre termine alla guerra.  La "Legge sul Tè" divenne lettera morta per quanto concerneva le Tredici Colonie e fu abolita formalmente nel 1861.